# Panamerikanische Spiele 2015/Leichtathletik – 4 × 400 m der Männer
Die 4-mal-400-Meter-Staffel der Männer bei den Panamerikanischen Spielen 2015 fand am 24. und 25. Juli im CIBC Pan Am und Parapan Am Athletics Stadium in Toronto statt.
49 Läufer aus elf Ländern nahmen an dem Wettbewerb teil. Die Goldmedaille gewann die Staffel aus Trinidad und Tobago mit 2:59,60 min, Silber ging an Kuba mit 2:59,84 min und die Bronzemedaille gewannen die Vereinigten Staaten mit 3:00,21 min.

## Rekorde
Vor dem Wettbewerb galten folgende Rekorde:
| Weltrekord        | Vereinigte Staaten Andrew Valmon, Quincy Watts Harry Reynolds, Michael Johnson | 2:54,29 min | Weltmeisterschaften in Stuttgart, Deutschland | 22. August 1993 |
| Rekord der Spiele | Jamaika Michael McDonald, Greg Haughton Danny McFarlane, Davian Clarke         | 2:57,97 min | Panamerikanische Spiele in Winnipeg, Kanada   | 30. Juli 1999   |

## Halbfinale
Aus den zwei Halbfinalläufen qualifizierten sich die jeweils drei Ersten jedes Laufes – hellblau unterlegt – und zusätzlich die zwei Zeitschnellsten – hellgrün unterlegt – für das Finale.

### Lauf 1
24. Juli 2015, 12:20 Uhr
| Platz | Bahn | Athlet                  | Land                                                       | Zeit (min) |
| ----- | ---- | ----------------------- | ---------------------------------------------------------- | ---------- |
| 1     | 6    | Vereinigte Staaten      | James Harris Jeshua Anderson Marcus Chambers Kyle Clemons  | 3:02,99    |
| 2     | 7    | Jamaika                 | Jonia McDonald Riker Hylton Javere Bell Dane Hyatt         | 3:03,72    |
| 3     | 3    | Venezuela               | Alberth Bravo José Meléndez Arturo Ramírez Freddy Mezones  | 3:04,05 SB |
| 4     | 4    | Kanada                  | Philip Osei Daniel Harper Brandon McBride Nathan George    | 3:05,40 SB |
| 5     | 5    | Chile                   | Sergio Germaín Sergio Aldea Martín Tagle Alfredo Sepúlveda | 3:09,89 SB |
| 6     | 2    | Dominikanische Republik | Juander Santos Yon Soriano Joel Mejia Gustavo Cuesta       | DSQ 1      |

### Lauf 2
24. Juli 2015, 12:30 Uhr
| Platz | Bahn | Athlet              | Land                                                                      | Zeit (min) |
| ----- | ---- | ------------------- | ------------------------------------------------------------------------- | ---------- |
| 1     | 6    | Bahamas             | LaToy Williams Michael Mathieu Andretti Bain Alonzo Russell               | 3:01,00    |
| 2     | 5    | Kuba                | William Collazo Adrian Chacón Osmaidel Pellicier Yoandys Lescay           | 3:01,17 SB |
| 3     | 4    | Trinidad und Tobago | Jehue Gordon Renny Quow Emanuel Mayers Jarrin Solomon                     | 3:01,58 SB |
| 4     | 3    | Brasilien           | Pedro Luiz de Oliveira Wagner Cardoso Jonathan da Silva Hederson Estefani | 3:01,66    |
| 5     | 7    | Costa Rica          | Gary Robinson Nery Brenes Jarlex Lynch Gerald Drummond                    | 3:05,11 NR |

## Finale
25. Juli 2015, 22:10 Uhr
| Platz | Bahn | Athlet              | Land                                                                  | Zeit (min) |
| ----- | ---- | ------------------- | --------------------------------------------------------------------- | ---------- |
|       | 8    | Trinidad und Tobago | Renny Quow Jarrin Solomon Emanuel Mayers Machel Cedenio               | 2:59,60 SB |
|       | 5    | Kuba                | William Collazo Adrian Chacón Osmaidel Pellicier Yoandys Lescay       | 2:59,84 SB |
|       | 4    | Vereinigte Staaten  | Kyle Clemons James Harris Marcus Chambers Kerron Clement              | 3:00,21    |
| 4     | 6    | Bahamas             | LaToy Williams Michael Mathieu Alonzo Russell Jeffery Gibson          | 3:00,34    |
| 5     | 2    | Brasilien           | Pedro Luiz de Oliveira Wagner Cardoso Hederson Estefani Hugo de Sousa | 3:01,18    |
| 6     | 3    | Jamaika             | Jonia McDonald Dane Hyatt Javere Bell Ricardo Chambers                | 3:01,97    |
| 7     | 7    | Venezuela           | Alberth Bravo José Meléndez Arturo Ramírez Freddy Mezones             | 3:03,47 SB |
| 8     | 1    | Costa Rica          | Gary Robinson Nery Brenes Jarlex Lynch Gerald Drummond                | 3:05,21    |